# Colonne de la Sainte Trinité, Malá Strana
La Colonne de la Sainte Trinité est une colonne commémorative baroque érigée à la fin d'une épidémie de peste dans le quartier de Malá Strana, à Prague, en Tchéquie.